# Olympische Winterspiele 1980/Teilnehmer (Neuseeland)
| Gelbes Symbol für Goldmedaillen mit stilisierten Olympischen Ringen | Graues Symbol für Silbermedaillen mit stilisierten Olympischen Ringen | Braundes Symbol für Bronzemedaillen mit stilisierten Olympischen Ringen |
| ------------------------------------------------------------------- | --------------------------------------------------------------------- | ----------------------------------------------------------------------- |
| —                                                                   | —                                                                     | —                                                                       |

Neuseeland nahm an den Olympischen Winterspielen 1980 in Lake Placid mit fünf Sportlern teil. 

## Teilnehmer nach Sportarten

### Ski Alpin
Männer
- Stuart Blakely
Abfahrt: Platz 32
Riesenslalom: DNF
Slalom: DNF

- Scott Kendall
Riesenslalom: DNF
Slalom: Platz 26

- Mark Vryenhoek
Riesenslalom: DNF
Slalom: DNF

Frauen
- Anna Archibald
Abfahrt:  Platz 26
Riesenslalom: Platz 32

- Fiona Johnson
Riesenslalom: Platz 30
Slalom: DNF